# Xenothecium jodophilum
Xenothecium jodophilum är en svampart som beskrevs av Höhn. 1919. Xenothecium jodophilum ingår i släktet Xenothecium och familjen Hyponectriaceae.   Inga underarter finns listade i Catalogue of Life.